# Meksyk (Rybnik)
Meksyk – część miasta i dzielnica Rybnika położona na południe od Śródmieścia. Na zachodzie graniczy z Zamysłowem. 
Granicę z tymi dzielnicami wyznacza linia kolejowa. Na południu Meksyk graniczy z Chwałowicami, a na wschodzie z Ligotą-Ligocką Kuźnią. Liczy ok. 2600 mieszkańców.
Dzielnica ta powstała jako osiedle dla pracowników kolei, po których pozostały piękne i luksusowe jak na owe czasy domy. Nazwa dzielnicy pochodzi podobno od popularnego w owych czasach powiedzenia Daleko jak w Meksyku, które odnosiło się do kraju o tej nazwie. Ponadto daleki Meksyk był wtedy postrzegany również jako kraj dobrobytu. Tak też kojarzyła się ówczesnym kolejowa dzielnica.
Dzielnica ma głównie charakter spokojnego osiedla domów jednorodzinnych. Jedynie w rejonie ulicy Żołnierzy Września powstało niewielkie osiedle bloków mieszkalnych. Głównymi ulicami przelotowymi przez dzielnicę są Chwałowicka łącząca centrum Rybnika z Chwałowicami oraz mocno zniszczona przez szkody górnicze ulica Prosta, która omijając Śródmieście łączy zachodnie i wschodnie dzielnice miasta. Tu również znajduje się największe skrzyżowanie miasta o ruchu okrężnym, z których to Rybnik słynie. Dzielnica ta jest objęta obecnie realizowanym projektem budowy systemu kanalizacji sanitarnej.
Najistotniejszym obiektem zlokalizowanym w dzielnicy jest Zespół Szkół Budowlanych zwany popularnie Kozimi Górami ze względu na pagórkowaty teren okolicy. Kozie Góry to także nazwa południowej części dzielnicy. Meksyk słynie również z rozległego parku Kozie Góry z przylegającymi ogrodami działkowymi.
|